# Interborough Rapid Transit Company
La Interborough Rapid Transit Company (IRT) fue la operadora original de la línea original del metro de la ciudad de Nueva York que abrió en 1904, al igual que las primeros rieles elevados y líneas adicionales de tránsito rápido en la ciudad de Nueva York. La IRT fue comprada por la ciudad en junio de 1940. Las antiguas líneas de la IRT (las actuales líneas numeradas del sistema) son ahora la División A o la división IRT del metro.
La primera línea IRT operaba entre City Hall y la calle 145a y Broadway, en la cual abrió el 27 de octubre de 1904. Abrió después de los más de 20 años en debates sobre si se construía una nueva línea de rieles elevados en diferentes rutas o si se mantenía el actual sistema de metro.
El 1 de abril de 1903, alrededor de un año antes de que la primera línea abriera, la IRT adquirió la existente línea elevada Manhattan Railway al arrendarla, monopolizando el sistema de transporte rápido de Manhattan. El Manhattan EL fue el operador de las cuatro líneas elevadas en Manhattan con una extensión hacia el Bronx. La IRT coordinaba algunos servicios entre lo que hoy se convirtió en sus líneas y divisiones elevadas, pero todas esas líneas fueron poco a poco desmanteladas.

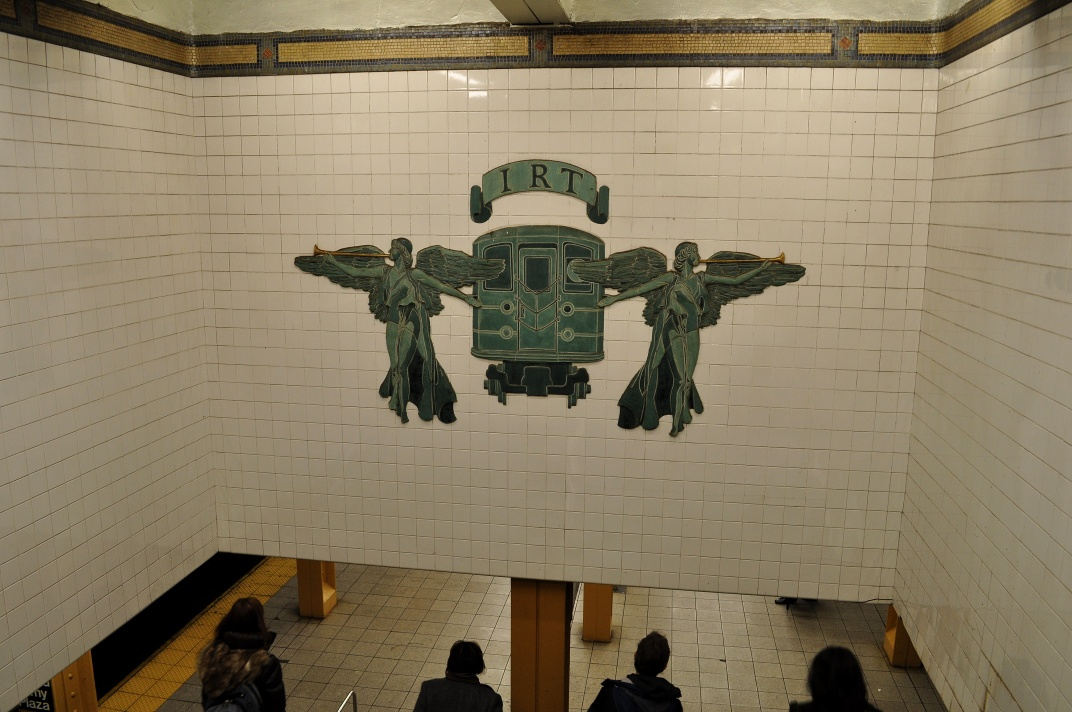
Decoración en la estación Grand Army Plaza de las líneas 2 y 3.

Hoy en día, las líneas de la IRT operan como la División A del metro. Las líneas que quedan están bajo tierra en Manhattan, a excepción de un estrecho en Harlem en la calle 125a y al norte de Manhattan. Sus líneas principales en el Bronx son principalmente de líneas elevadas, con algunas estaciones subterráneas, y algunos ferrocarriles al estilo derecho (para personas diestras) adquiridos de la desaparecida línea férrea New York, Westchester and Boston Railway, en la que ahora comprende la línea de la Avenida Dyre. Sus líneas en Brooklyn son subterreaneas con un solo estrecho que llega hasta la Avenida New Lots, y la otra hasta la Avenida Flatbush vía el subterráneo de la línea de la Avenida Nostrand. 

la línea Flushing, es la ubica línea en Queens, y es completamente elevada excepto en una parte al llegar al túnel de río Este y en su terminal en la estaciona Main Street-Flushing (toda la parte en Manhattan es subterránea). La línea Flushing no tiene ninguna conexión física con el resto de la IRT desde 1942, cuando el servicio en la línea de la Segunda Avenida fuese desconectado; hoy, es la única conexión con el resto del sistema es por Queens Borough Plaza de la línea BMT .